# Ælfric af Eynsham
Ælfric af Eynsham (oldengelsk: Ælfrīc og la. Alfricus, Elphricus) (ca. 955 - ca. 1020) var en engelsk abbed og forfatter. Han nedskrev bl.a. hagiografier (helgenskildringer) prædikener, kommentarer og andre religiøse genrer på angelsaksisk. Han er også kendt som henholdsvis Ælfric Grammaticus, Ælfric af Cerne og Ælfric homilieren. Han så sig selv som blot en simpel lærer, der var ansvarlig for de sjæle, han havde i sin forvaring.
Den fuldstændige identifikation af Ælfric har været problematisk, primært fordi at Ælfric ofte forveksles med Ælfric i Abingdon (død 1005) ærkebiskop af Canterbury. Selvom Ælfric i første omgang blev identificeret med ærkebiskoppen har moderne forskning fastslået, at Ælfric aldrig har haft en position højere end abbed i Eynsham abbedi. William af Malmesbury foreslog, at han var abbed i Malmesbury Abbey og Biskop i Exeter.